# Manduar
Manduar ist eine Ortschaft im westafrikanischen Staat Gambia.
Nach einer Berechnung für das Jahr 2013 leben dort etwa 2255 Einwohner, das Ergebnis der letzten veröffentlichten Volkszählung von 1993 betrug 1113.

## Geographie
Manduar liegt in der West Coast Region, Distrikt Kombo Central, rund 3,4 Kilometer südöstlich von Brikama.